# نیفل‌هایم
نیفل‌هایم (به زبان نروژی باستان: Niflheimr) (به معنی جهانی از مه)، در اساطیر اسکاندیناوی، یکی از نه بخش جهان در کیهان‌شناسی نورس که در دوردست‌ترین مناطق شمالی گینونگاگپ از یخ و مه پوشیده شده‌است. نیفل‌هایم دارای نه رودخانهٔ یخی است و سردترین و تاریکترین سرزمین در جهان به‌شمار می‌رود. این سرزمین در زیر سومین ریشه ایگدراسیل و بر فراز چشمه‌ای است که به هورگلمیر مشهور است و گفته شده یازده رودخانه به نام الیواگار از آن سرچشمه می‌گیرند، که توسط اژدهای بزرگ نیدهاگ محافظت می‌شوند. آب الیواگار از طریق دامنه کوه‌ها به دشت‌های گینونگاگپ جریان پیدا می‌کند که در آنجا منجمد و تبدیل به یخ می‌شوند، و همین مسئله دلیل سرمای بیش از حد در دشت‌های شمالی است. هنگامی که ایگدراسیل، درخت جهان رشد کرده و سر به آسمان کشید، یکی از سه ریشه بزرگ خود را برای جذب آب چشمه‌های هورگلمیر در نیفل‌هایم قرار داد. یمیر که پدر تمام غول‌های نژاد یخ به‌شمار می‌رفت، از ذوب شدن یخ‌های واقع در نیفل‌هایم به وجود آمده بود.